# جامعة ويسليان
جامعة ويسليان (بالإنجليزية: Wesleyan University)‏ هي جامعة علوم إنسانية خاصة تقع في ميدلتاون، كونيتيكت وأسست 1831. هي تركز على تدريس العلوم والفنون في مرحلة البكالوريوس وتمنح شهادة البكالوريوس والماجستير في عدة حقول تعليمية والدكتوراة في علوم الأحياء والكيمياء والرياضيات والحوسبة والأحياء الجزيئي والكيمياء الحيوية والموسيقى والفيزياء.